# Libido sciendi
Libido sciendi é uma expressão latina que significa desejo por conhecimento ou desejo de conhecer.

## História
O desejo de conhecer humano vem de longa data, e foi alavancado com a origem na Grécia da filosofia, por meio da qual os filósofos tentaram explicar as coisas sem mitos, apesar de essa época da filosofia ser vista contemporaneamente como uma "racionalização do mito".
Essa fase de "racionalização do mito" demonstrou ter a sua utilidade para a evolução do conhecimento humano, com muito daquilo conhecido como pseudociência, evoluindo para matérias tidas como ciência. Assim aconteceu, por exemplo, com a alquimia que originou a química, e com a astrologia que originou a astronomia (muitas vezes chamada de "a primeira ciência").

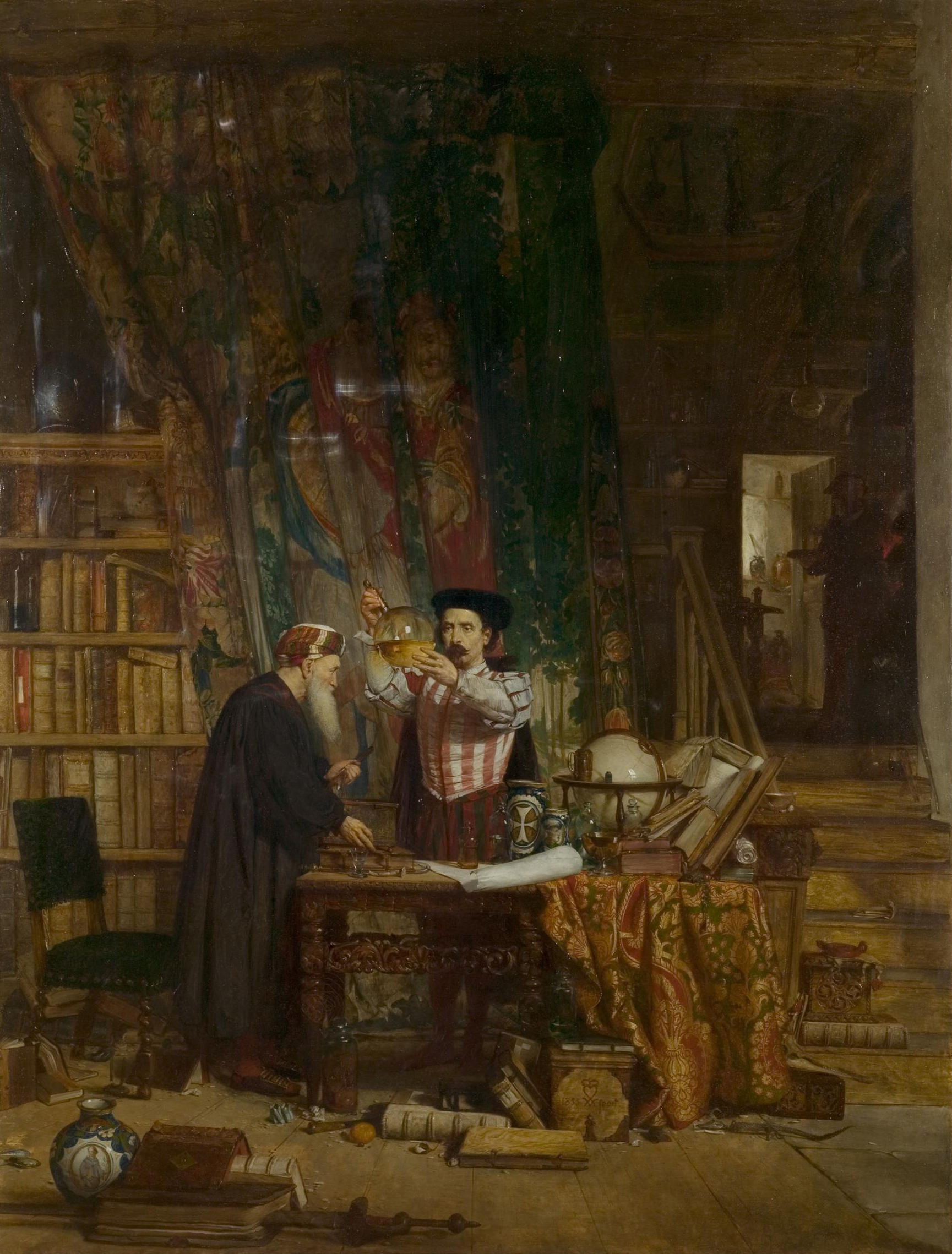
O Alquimista - Pintura de Sir William Fettes Douglas (1822 - 1891).

Modernamente, a expressão libido sciendi está ligada com a razão iluminista, que procurou eliminar pretensões metafísicas (no sentido clássico do termo).